# Serrat de Barrerols
El Serrat de Barrerols és una serra situada al municipi de Montferrer i Castellbò a la comarca de l'Alt Urgell, amb una elevació màxima de 1.417 metres.